# John Lavery
John Lavery, född 20 mars 1856 i Belfast, död 10 januari 1941 i Kilmoganny i grevskapet Kilkenny, var en irländsk-brittisk målare.
Lavery var impressionist, influerad av Jules Bastien-Lepage och i sitt porträttmåleri av Diego Velázquez. Lavery målade i början av sin bana huvudsakligen landskap, främst i trakten av Glasgow och från Marocko, där han flera vintrar uppehåll sig, samt historieskildringar. En av staden Glasgow beställd monumentalmålning, Drottning Victorias besök på internationella utställningen 1888 fullbordades 1890. Lavery blev snart en av Englands mest uppskattade porträttmåare och övergick med åren alltmera till denna gren av måleriet. Förutom i brittiska museer är Lavery representerad i samlingar i Paris, Berlin, München, Rom, Sydney, Philadelphia med flera platser.